# Lwawu
Pour les articles homonymes, voir Lwawu (homonymie).
La Lwawu (Luao en portugais), aussi écrit Luau, est une rivière séparant l’Angola et la République démocratique du Congo, et un affluent du Kasaï.